# Abu-Mansur al-Maturidí
Abu-Mansur Muhàmmad ibn Muhàmmad ibn Mahmud al-Maturidí as-Samarqandí al-Hanafí —en àrab أبو منصور محمد بن محمد بن محمود الماتریدي السمرقندي الحنفي, Abū Manṣūr Muḥammad b. Muḥammad b. Maḥmūd al-Māturīdī al-Samarqandī al-Ḥanafī— (853–944), més conegut simplement com a Abu-Mansur al-Maturidí o, pels musulmans sunnites i respectuosament, com Imam al-Maturidí, fou un jurista, teòleg i exegeta sunnita hanafita de Samarcanda que va esdevenir el codificador (i epònim) d'una de les principals escoles ortodoxes de teologia sunnita, l'escola maturidita, que va esdevenir l'escola teològica predominant entre els musulmans sunnites de l'Àsia central i, posteriorment, va ser escollida com l'escola preferent tant a l'Imperi Otomà com a l'Imperi Mogol.
Va néixer a Maturid, prop de Samarcanda, actualment a l'Uzbekistan, i va rebre els títols de xaikh al-islam, ‘xeic de l'islam’ i imam al-huda, ‘imam de la bona guia’. Fou un dels dos imams sunnites més importants del seu temps, juntament amb al-Aixarí, en assumptes teològics.
A diferència d'al-Aixarí, l'altre fundador d'una de les més importants escoles teològiques sunnites, l'aixarisme, al-Maturidí es va adscriure a la doctrina d'Abu-Hanifa tal com l'havien transmès i elaborat els teòlegs hanafites de Balkh i la Transoxiana. Fou aquesta teologia la que al-Maturidí sistematitzà i emprà per refutar no només les opinions dels mutazilites, els karramites i altres grups heterodoxes musulamns, sinó també teologies no musulmanes com les del cristianisme calcedoni, el miafisisme, el maniqueisme, el marcionisme i el bardesanisme.